# Abacoproeces molestus
Espèce
Abacoproeces molestus est une espèce d'araignées aranéomorphes de la famille des Linyphiidae.

## Distribution
Cette espèce se rencontre dans les Alpes : en Autriche au Tyrol et en Italie au Trentin-Haut-Adige,,.

## Description
La femelle holotype mesure 1,8 mm et le mâle 1,5 mm.

## Systématique et taxinomie
Cette espèce a été décrite par Thaler en 1973.

## Publication originale
- Thaler, 1973 : « Über wenig bekannte Zwergspinnen aus den Alpen, III (Arachnida: Aranei, Erigonidae). » Berichten der naturwissenschaftlich-medizinisch Verein Innsbruck, vol. 60, p. 41-60 (texte intégral).